# رايكو برودانوفيتش
رايكو برودانوفيتش (بالسيريلية الصربية: Рајко Продановић) مواليد 24 أبريل 1986 في بلغراد، جمهورية يوغوسلافيا الاشتراكية الاتحادية، هو لاعب كرة يد صربي يلعب كجناح أيمن. يلعب حاليا مع نادي ميشكوف برست لكرة اليد ويحمل الرقم 27. مثل منتخب صربيا لكرة اليد. شارك في دورة الألعاب الأولمبية الصيفية سنة 2012. حقق المركز الأول في ألعاب البحر الأبيض المتوسط 2009.

## المسيرة الاحترافية
لعب مع نادي فاردار لكرة اليد في موسم 2010–2011، ثم لعب مع نادي فيسبرم لكرة اليد في سنة 2013، ثم انضم إلى نادي ميشكوف برست لكرة اليد في سنة 2016.

## سجل المنافسة
شارك في البطولات التالية:
- بطولة أوروبا لكرة اليد للرجال 2012
- بطولة أوروبا لكرة اليد للرجال 2014
- الألعاب الأولمبية الصيفية 2012

## الإنجازات
- الدوري المجري لكرة اليد:
  - الميدالية الفضية: 2012، 2013، 2015
- الدوري الألماني لكرة اليد
  - الميدالية الفضية: 2014

## روابط خارجية
- رايكو برودانوفيتش على موقع الاتحاد الأوروبي لكرة اليد (الإنجليزية)
- رايكو برودانوفيتش على موقع اللجنة الأولمبية الدولية (الإنجليزية)
- رايكو برودانوفيتش على موقع أوليمبيديا (الإنجليزية)
- رايكو برودانوفيتش على موقع اللجنة الأولمبية الصربية (الصربية)